# Isabelle Hittorff
Jeanne Élisabeth Hittorff, più nota come Isabelle  o Isabella Hittorff (Parigi, 5 aprile 1832 – Parigi, 16 marzo 1889), è stata un'archeologa francese, nota soprattutto per essere stata la figlia dell'architetto francese Jacques Hittorff e la moglie del paleontologo francese Albert Gaudry.

## Biografia
Suo padre, Jacques Ignace Hittorff, nominato architetto dei Menus-Plaisirs del re nel 1818, partì per la Sicilia nel 1823 per studiare le vestigia dei monumenti greci e iniziò a praticare l'archeologia per passione. Al suo ritorno in Francia, nel 1824, sposò Rose Lepère. Qualche anno dopo, nel 1832, nacque Isabelle, la loro seconda figlia. Isabelle crebbe in un ambiente ricco di storia, di arte e di scienze. Inoltre, ella allestì un certo numero di archivi per conto di suo padre.
Nel 1853, il pittore Hippolyte Flandrin realizzò il suo ritratto e, nel 1864, fu Jean-Auguste-Dominique Ingres, un amico e collaboratore di suo padre, che realizzò molti disegni e almeno due ritratti a olio su di lei. Uno di questi la ritrae con l'elmo, la lancia e lo scudo della dea romana Minerva.
Nel frattempo, intorno al 1855, ella sposò il giovanissimo paleontologo Albert Gaudry; anche se non si conosce il ruolo esatto che ella ebbe al suo fianco, alcuni testi confermano la sua presenza e il sostegno che gli portò. Nel settembre del 1859, per esempio, la coppia formata da Albert e Isabelle condivise la direzione del cantiere degli scavi di Saint-Acheul, allora il primo sito francese dedicato allo studio del Paleolitico antico, così da garantire che gli operai, non qualificati in ambito archeologico, non alterassero i dati. Morì a Parigi nel 1869, nel sesto arrondissement.